# 21447 Юнцзє
21447 Юнцзє (21447 Yungchieh) — астероїд головного поясу, відкритий 18 квітня 1998 року.
Тіссеранів параметр щодо Юпітера — 3,518.
Названо на честь тайванського призера конкурсу Intel International Science and Engineering Fair Чень Юнцзє(кит.: 陳永介), який у 2006 році зайняв перше місце.